# Vergo
Vergo – miejscowość w południowo-zachodniej części Albanii, w okręgu Delvina, w obwodzie Wlora.

## Demografia
W 2001 zaludnienie wynosiło 2328 osób. Ponad 20 lat później (2023) liczba mieszkańców spadła niemal o ½, do 1214 osób.